# 必殺まっしぐら!
『必殺まっしぐら!』（ひっさつまっしぐら）は1986年8月8日から10月31日まで、テレビ朝日系で毎週金曜日22:00 - 22:54に放送された、朝日放送と松竹（京都映画撮影所、現・松竹撮影所）共同製作のテレビ時代劇。全12話。主演は三田村邦彦。
必殺シリーズの第26作である。

## 概要
本作は『必殺仕事人』シリーズで人気を得た飾り職人の秀が、中村主水（藤田まこと）のグループから独立し、一本立ちしての活躍を描く短期シリーズである。勇次（中条きよし）を主役にした『必殺仕切人』と同様、仕事人シリーズから派生したスピンオフに相当する。
本作は、前年（1985年）に世間の人気を集めたファミコンソフト、『スーパーマリオブラザーズ』（任天堂）をモチーフに、秀がゲームの主人公であるマリオ、恋人の若紫がヒロインのピーチ姫として、敵の大魔王クッパ的存在の元締め（向島仁十郎）に立ち向かう…というのが作品全体の骨子となっている。「最終回までを通して、2つの殺し屋組織の対立」「実在した人物の登場」という要素は、どちらも過去の作品『必殺からくり人』（非主水シリーズ）と共通している。この他、『新 必殺からくり人』以降の非主水シリーズの定番である「旅もの」の要素もあり、秀らレギュラーキャラクターは江戸在住であるものの、毎回の依頼（第2話 - 第10話）は地方からであり、各地方への出張を行って仕事を遂行するという、旅もののバリエーションとなっている。
企画時のタイトル案は『必殺! びっくり箱』だった。
これに加えて、ゲームのティストをさらに求める物として、敵組織（仁十郎の配下）の外道仕事人たちが、マリオを狙う隠れキャラクター的存在として、秀の命を常に狙っているという趣向が取られた。このため、敵から奇襲を受けるシーンが定番となっている。
毎回の話で起こる秀の危機的状況を明確にさせ、毎回、ある程度の額の仕事料が、秀の懐に納めても不自然では無いという意図から、本作は久々に第1作『必殺仕掛人』に端を発した元締システムを導入。これにより、歴代仕事人シリーズで定番と化した「毎回の事件の被害に巻き込まれて死亡する依頼人と、仕事人たちのやりとり」を展開する必要性が無くなり、最初から仕事の依頼の行動目的が秀に課せられた分、劇中の大半の時間を自由に使えるという新機軸となった。
しかし、そうした本格的なドラマ作りを試みた中身とは裏腹に、宣伝のイメージのみが先行して当時のマスコミでは「ファミコン必殺」と揶揄された。制作スタッフ内での評判も良くはなく、チーフプロデューサーの山内久司のエッセイ本『テレビ必殺! 仕事人』には、「最終回の秀と裏稼業組織の大元締との対決の場面が、スーパーマリオのクッパ大王のゲーム中での動作を彷彿させる内容だった」ことで、制作スタッフが呆れながら「これで、必殺は終わったな」と落胆していたことが書かれている。
本作のキャスティングは、第17作『新・必殺仕事人』第6話は被害者役で、第21作『必殺仕事人IV』第11話は主水グループを乗っ取ろうとする敵の女仕事人役を演じた秋野暢子が、正道仕事人としてレギュラー初出演。
次に、必殺スペシャル第1作『特別編必殺仕事人 恐怖の大仕事 水戸・尾張・紀伊』に出演したことを皮切りに、以降のスペシャルで常連に近かった西郷輝彦が、レギュラーとしては初の出演を果たした。
2人の元締め役として、まず秀側になる神楽坂宗右衛門役に睦五郎（『必殺仕掛人』ではオープニング ナレーションを担当した）。敵側の元締め（向島仁十郎）として、歴代シリーズ各作品にゲスト悪役として出演した藤岡重慶。
この他、若手として2人が起用されている。一人は、当時、アイドルとして、後にアイドルグループ「光GENJI」のメンバーとなり、光GENJIの解散後は俳優として活動する大沢樹生が、神楽坂宗右衛門の部下として登場し、秀との連絡役を担っている。もう一人は、当時、京都の信用金庫に勤める女性行員で、1986年度のミス・ユニバース準優勝を受賞した菅原昌子で、ヒロインの若紫を演じている。
そして、前作『必殺仕事人V・激闘編』で必殺シリーズに初登場し、はぐれ仕事人の一人　参役を演じた笑福亭鶴瓶が、本作にも連続出演を果たした。

## あらすじ
天保4年の江戸には、二つの闇の殺し屋勢力が存在していた。
一つは裏稼業の世界に弱者の涙を重んじる、正道の元締 神楽坂宗右衛門。もう一つは金のためなら善人でも平気で殺す、外道の元締 向島仁十郎。闇の世界の一大対決が今日も繰り広げられる中、「仕事人」秀は再び江戸に舞い戻り、宗右衛門の配下となっていた。
秀は自らが一目惚れした吉原の遊女見習い 若紫を身請けするために大金を必要としており、金を貯めるために宗右衛門のところに届いた殺しの依頼を請け、日本全国を飛び回る毎日を送ることになる。しかし、秀の前には仁十郎の配下の外道仕事人たちが牙を潜め、幾度と無く、襲い掛かる。
ふとした経緯から、仕事人 桂馬のお銀、高天原（たかまがはら）綾麻呂、香車の東吉が、次々と秀の元に集結。ここに宗右衛門配下の「仕事人」チームが結成された。

## 登場人物

### 仕事人
秀
演 - 三田村邦彦
飾り職人。本作では神楽坂宗右衛門の指示の下、裏稼業に復帰。吉原の遊女見習い 若紫を身請けする金を作るため、日本全国を駆け廻り、仕事に挑む。性格は「仕事人」登場当初の若さゆえに感情的に暴走する熱血漢に戻されており、標的の悪行を放っておけずに出しゃばった結果仕事がやりづらくなるというミスもしばしば起こしている。
高天原綾麻呂
演 - 笑福亭鶴瓶
渡り神主。京都出身で、公家の息子。かつて、お銀とは男女の仲であった模様。お銀に未練があるらしく、彼女に惚れているが相手にされない。
自殺願望があり、不機嫌になるたびに自殺を図ろうとして、未遂に終わってばかりいる。飄々とした性格の反面、凄腕の殺しを披露する。
桂馬のお銀
演 - 秋野暢子
女渡り中間。知的で、冷静な女仕事人。
香車の東吉
演 - 西郷輝彦
賭け将棋師。矢場の女将 お松の情夫で、お松の身勝手振りに、いつも悩まされている。第9話から、髭を生やすようになる。

### その他
さぶ
演 - 大沢樹生
神楽坂宗右衛門と秀の間を繋ぐ連絡役で、「血を見るのが嫌い」との理由で殺しには直接、関わらない。表稼業は店主の宗右衛門が営む、そば屋の手伝いをしている。
若紫
演 - 菅原昌子
吉原の遊女 見習い。いつか自分を助けてくれると秀を信じている。
お松
演 - 桃山みつる
東吉の情婦。矢場「すみだ屋」の女将。隠し事が多い東吉に対して、口煩い。
神楽坂宗右衛門
演 - 睦五郎（現・睦五朗）
表向きはさぶが手伝いで働いている、そば屋の店主だが、その正体は裏稼業組織の大元締。仁十郎とは対立しており、常に勢力争いの状態にある。
秀に仕事の依頼をする一方で、「うちの店で蕎麦は食うな」などと突き放す。
最終回で、花魁となった若紫を奪い取ったことで、秀たちと対立。武器として無数の金槌を投擲し、秀たちを追い詰めたが、見切りを付けた秀に仕留められた。
向島仁十郎
演 - 藤岡重慶
宗右衛門と対立する、裏稼業組織の大元締。配下の外道仕事人たちに、秀を執拗に狙うように命ずる。
最終回の鉄砲洲の決戦で、さぶを人質にするが、秀に仕留められる。死の間際に、宗右衛門の陰謀とその真相を、秀に伝えた。

### ゲスト
第1話 「秀が帰って来た!」
- 丁字屋藤七-辻萬長
- 鉄輪の権造-牧冬吉
- 片桐-流健二郎
- 奉行-溝田繁
- 矢助-石倉英彦
- 留吉-下元年世
- 小浪-大崎紀子
- 吉原の客-山本一郎
- 遊女-紅萬子
- 手下-志茂山高也
- 親爺-伊波一夫
- 酔客-平井靖
- 朝霧太夫-太田かずよ
- 長屋の住人-笹吾朗
- 長屋の住人-新城邦彦
- 長屋の住人-門田裕
- 矢場の女-岡田雅江
- 矢場の女-三井信乃
- 客-松尾勝人
- 勝海舟-坂井弘樹

第2話 「相手は京の欲ボケ貴族」
- 宇多野小路篤麿-藤木孝
- 竹屋道久-江幡高志
- 近江屋-吉水慶
- 丸紋之助-山口幸生
- 江差屋-楠年明
- 京白川堂-田中弘史
- 徳子-宮本毱子
- 宝雲-島田秀雄
- 上さん-中塚和代
- 高野長英-南条好輝
- 名主総代-森下鉄朗
- 所司代役人-荻原郁三
- 旅籠主人-伊波一夫
- 大輔-岡村嘉隆
- 下隙-小松健児
- 女房-三浦徳子
- 妾-赤塚歩
- 矢場女-岡田雅江
- 矢場女-三井信乃
- 仁十郎の手下-杉山幸晴
- 仁十郎の手下-高見裕二

第3話 「相手は壇ノ浦の亡霊」
- 野村玄之介-浜田晃
- 長門屋弥左衛門-内田勝正
- 法師-二見忠男
- 風間十蔵-細川純一
- 山崎-武井三二
- 辰三-当銀長太郎
- 漁師-蔵田哲雄
- 漁師-門田裕
- 漁師-多々納斉
- 弥助-加藤正記
- 子守り女-三星登史子
- 至女-岡本さとみ
- 神主-布目真爾

第4話 「相手は長崎のぜいたく女」
- 戸倉紀和-黒田福美
- 戸倉出雲守-西沢利明
- 篠田吉弥-高峰圭二
- 飯盛女-八神康子
- 菱屋彦兵衛-須永克彦
- 志麻-吉田哲子
- 稲垣修理-佐々山洋一
- 其扇-森下祐巳子
- 主人-田口哲
- 侍-床尾賢一
- 矢場の女-岡田雅江
- 矢場の女-三井信乃
- 職人-鍋島浩
- 売り子-吉田みどり
- ヨアン・ピューセル-ヘルムートストープ
- フォン・メルケス-ラーシュ・ヘイグマン

第5話 「相手は仙台のワル家老」
- 秋月主膳-早川保
- 滝川-水原麻紀
- 小田切-岩尾正隆
- 平岡誠之助-小林芳宏
- 鶴千代-小野隆
- 徳松-宮川陽介
- 横田仙十郎-野上哲矢
- 間宮林蔵-北村光生
- 綾乃-谷口友香
- 藩主-辻喬二郎
- 家臣-丸尾好広
- 男-平田桃介
- 太夫-太田かずよ
- 刺客-森山陽介
- 女-菊地真由美
- 若い者-岡田和範
- 子供-稲月稔
- 子供-渡辺拓史

第6話「相手は佐渡金山の乱脈男」
- 加茂屋市兵衛-勝部演之
- 国定忠治-竹村晴彦
- お牧-栗田陽子
- 片桐十三郎-芝本正
- 直次郎-栗田芳廣
- 大黒屋角兵衛-永野辰弥
- 与三郎-中嶋俊一
- 源太-浅田祐二
- 弥之助-林哲夫
- 老婆-諏訪裕子
- 地金屋-蔵多哲雄
- 役人-平井靖
- 手代-鍋島浩
- 男-福中勢至郎
- 女郎-二条院政子

第7話 「相手は徳島剣山の暴力修験者」
- 日顕-山本昌平
- 俊源-佐藤京一
- 隆覚-堀内一市
- 慈光-広瀬義宣
- 孫七-下元年世
- 老絵師（東洲斎写楽？）-北見唯一
- 女将-安岡真智子
- おすえ-紅萬子
- 床屋-柳川清
- 女房-島村晶子
- 山伏たち-石井洋充
- 山伏たち-稲泉智万
- 木樵り-上野秀年
- 職人-加藤正記
- 巡礼・父-遠山二郎
- 巡礼・子-山崎修

第8話 「相手は大阪の大塩平八郎」
- 大塩平八郎-平泉成
- お仙-大塚良重
- 堺屋五兵衛-西山嘉孝
- 千羽藤吉郎-升毅
- 嘉助-伊庭剛
- 亮吉-川上哲
- 卯之吉-森山陽介
- 商人-伊波一夫
- 商人-福中勢至郎

第9話 「相手は名古屋の暗殺剣」
- 柳生連舟-亀石征一郎
- 柳生但馬守-うえだ峻
- 四海屋徳兵ヱ-北村英三
- 秋月玄之介-五味龍太郎
- 志津-鈴川法子
- 菊間十次郎-重田尚彦
- 山崎勘兵ヱ-山口幸生
- 大男-阿波地大輔
- 五郎太-浜田隆広
- 内藤淡路守-眞木一
- 遣り手婆-紅かおる
- 野村-真田実
- 山岡-松田吉博
- 山田-入江武敏
- 小染-田中由香
- 太夫-太田かずよ
- 西郷隆盛-久保龍一
- 酔漢-伴勇太郎
- 長屋の女-藤原幸子

第10話 「相手は草津温泉の乗っ取り男」
- 佐久間直正-黒部進
- 吉金屋吉兵ヱ-田口計
- 浜田源蔵-筧晃司
- おちか-井上ユカリ
- 黒田和泉守-須永克彦
- 香山角三郎-出水憲司
- 葛飾北斎-阿木五郎
- 沢田屋藤兵ヱ-寺下貞信
- 金次-荻原郁三
- 弥助-日高久
- 清七-東田達夫
- おさん-北村一恵
- おしの-近江弥生
- 女-田村恵子
- 出前待ち-土居哲夫
- 渡世人-東悦次
- 渡世人-川勝誠
- 矢場女-岡田雅江
- 矢場女-三井信乃

第11話 「相手は向島の元締」
- 仏の善七-潮哲也
- 平手造酒-内藤剛志
- 夜鷹-丸山秀美
- お久-朝倉佐知
- 上州屋-西山辰夫
- 相模屋-当銀長太郎
- 田原屋-浜田雄史
- 五平次-國村隼
- 侍-諸木淳郎
- 下総屋の縁者-村井義之助
- 男-佐藤雅夫
- 女-山田富久子
- お竹-冨士井美絵
- 老婆-松田春子
- 主人-上島種代志
- 主人-丸尾好広
- 矢場女-岡田雅江
- 矢場女-三井信乃
- 貧民-岡大介
- 貧民-小澤健二
- 長屋の住人-表淳夫
- 長屋の住人-大迫英喜

第12話 「相手は江戸の大魔王」
- 弥九郎 - 八名信夫
- 小鉄 - 丹古母鬼馬二
- 兵五-勝時万
- 六平太-橋本和博
- 長屋の住人-丸尾好広
- 矢場の客-松尾勝人
- 矢場女-岡田雅江
- 矢場女-三井信乃
- 禿-高橋美樹
- 禿-川上茜

## 殺し技
秀以外の3人は短刀、刀、槍と非常にオーソドックスな武器を使用しており、歴代シリーズでは地味な部類に入る。殺しのテーマ曲は秀は『新・必殺仕置人』（「悲しみの果てに」）、新キャラ3人は『必殺仕事人V』（「影となりて往く~出陣のテーマ~」）からの流用。
秀
金属製の房が付いた金色の簪で、悪人の首筋を刺す。
桂馬のお銀
愛用の匕首で悪人の急所を斬る、刺す。
高天原綾麻呂
仕事の出張先の神社に奉納されている神剣を無断で拝借し、悪人の急所を斬る、刺す。
香車の東吉
槍の名手であり、常に携帯する三尺の槍で悪人の急所を突き刺す。

## スタッフ
- 制作 - 山内久司（朝日放送）
- プロデューサー - 辰野悦央（朝日放送）、櫻井洋三（松竹）
- 脚本 - 放送日程参照
- 音楽 - 平尾昌晃
- プロデューサー補 - 武田功（松竹）
- ナレーター - 玉井孝（朝日放送アナウンサー(当時)）
- 協力 - エクラン演技集団、新演技座
- 監督 -放送日程参照
- 製作協力 - 京都映画撮影所（現・松竹撮影所）
- 制作 - 朝日放送、松竹

## 主題歌
- 三田村邦彦「ゆれる…瞳」（日本コロムビア）
作詞：三田村邦彦、作曲：黒住憲五、編曲：矢野立美
第1話のみ、本編から跨ぐ形で1番、2番が流れたが、第2話以降では1番のみ。

## 放送日程
- 第1、2話は『熱闘甲子園』を放送したため、時間を30分繰り下げて放送した。
- 第4話の長崎の冒頭シーンは『必殺シリーズ10周年記念スペシャル 仕事人大集合』から映像を流用している。
- 第6話は、必殺シリーズ700回目。

| 話数   | 放送日         | サブタイトル               | 脚本              | 監督     | 登場した 実在の人物 |
| ------ | -------------- | -------------------------- | ----------------- | -------- | ------------------- |
| 第1話  | 1986年8月8日   | 秀が帰って来た!            | 篠崎好 中原朗     | 工藤栄一 | 勝海舟              |
| 第2話  | 1986年8月15日  | 相手は京の欲ボケ貴族       | 中原朗            | 工藤栄一 | 高野長英            |
| 第3話  | 1986年8月22日  | 相手は壇ノ浦の亡霊         | 石川孝人          | 原田雄一 | 桂小五郎            |
| 第4話  | 1986年8月29日  | 相手は長崎のぜいたく女     | 保利吉紀          | 原田雄一 | 楠本滝              |
| 第5話  | 1986年9月5日   | 相手は仙台のワル家老       | 篠崎好            | 松野宏軌 | 間宮林蔵            |
| 第6話  | 1986年9月12日  | 相手は佐渡金山の乱脈男     | 田上雄            | 松野宏軌 | 国定忠治            |
| 第7話  | 1986年9月19日  | 相手は徳島剣山の暴力修験者 | 中原朗            | 津島勝   | 東洲斎写楽          |
| 第8話  | 1986年9月26日  | 相手は大阪の大塩平八郎     | 保利吉紀          | 津島勝   | 大塩平八郎          |
| 第9話  | 1986年10月10日 | 相手は名古屋の暗殺剣       | 石川孝人          | 松野宏軌 | 西郷隆盛            |
| 第10話 | 1986年10月17日 | 相手は草津温泉の乗っ取り男 | 江原利夫 保利吉紀 | 松野宏軌 | 葛飾北斎            |
| 第11話 | 1986年10月24日 | 相手は向島の元締           | 中原朗            | 水川淳三 | 平手造酒            |
| 第12話 | 1986年10月31日 | 相手は江戸の大魔王         | 中原朗            | 水川淳三 | 滝沢馬琴            |

## ネット局
※途中で打ち切られた局や、しばらくの間放送する他系列ネットの局がある。
系列は放送当時のもの。
| 放送対象地域   | 放送局             | 系列                          | 備考               |
| -------------- | ------------------ | ----------------------------- | ------------------ |
| 近畿広域圏     | 朝日放送           | テレビ朝日系列                | 制作局             |
| 関東広域圏     | テレビ朝日         | テレビ朝日系列                |                    |
| 北海道         | 北海道テレビ       | テレビ朝日系列                |                    |
| 青森県         | 青森放送           | 日本テレビ系列 テレビ朝日系列 |                    |
| 岩手県         | テレビ岩手         | 日本テレビ系列                |                    |
| 宮城県         | 東日本放送         | テレビ朝日系列                |                    |
| 秋田県         | 秋田テレビ         | フジテレビ系列 テレビ朝日系列 |                    |
| 山形県         | 山形放送           | 日本テレビ系列 テレビ朝日系列 |                    |
| 福島県         | 福島放送           | テレビ朝日系列                |                    |
| 新潟県         | 新潟テレビ21       | テレビ朝日系列                |                    |
| 長野県         | テレビ信州         | テレビ朝日系列 日本テレビ系列 |                    |
| 山梨県         | テレビ山梨         | TBS系列                       |                    |
| 富山県         | 富山テレビ         | フジテレビ系列                |                    |
| 石川県         | 石川テレビ         | フジテレビ系列                |                    |
| 福井県         | 福井テレビ         | フジテレビ系列                |                    |
| 静岡県         | 静岡けんみんテレビ | テレビ朝日系列                | 現・静岡朝日テレビ |
| 中京広域圏     | 名古屋テレビ       | テレビ朝日系列                |                    |
| 鳥取県・島根県 | 山陰放送           | TBS系列                       |                    |
| 広島県         | 広島ホームテレビ   | テレビ朝日系列                |                    |
| 山口県         | 山口放送           | 日本テレビ系列 テレビ朝日系列 |                    |
| 徳島県         | 四国放送           | 日本テレビ系列                |                    |
| 香川県・岡山県 | 瀬戸内海放送       | テレビ朝日系列                |                    |
| 愛媛県         | 南海放送           | 日本テレビ系列                |                    |
| 高知県         | テレビ高知         | TBS系列                       |                    |
| 福岡県         | 九州朝日放送       | テレビ朝日系列                |                    |
| 長崎県         | 長崎放送           | TBS系列                       |                    |
| 熊本県         | テレビ熊本         | フジテレビ系列 テレビ朝日系列 |                    |
| 大分県         | 大分放送           | TBS系列                       |                    |
| 宮崎県         | 宮崎放送           | TBS系列                       |                    |
| 鹿児島県       | 鹿児島放送         | テレビ朝日系列                |                    |
| 沖縄県         | 琉球放送           | TBS系列                       |                    |

## 前後番組
| テレビ朝日系 金曜22時台（当時はABCの制作枠）           | テレビ朝日系 金曜22時台（当時はABCの制作枠）      | テレビ朝日系 金曜22時台（当時はABCの制作枠）         |
| 前番組                                                 | 番組名                                            | 次番組                                               |
| ------------------------------------------------------ | ------------------------------------------------- | ---------------------------------------------------- |
| 必殺仕事人V・激闘編 （1985年11月15日 - 1986年7月25日） | 必殺まっしぐら! （1986年8月8日 - 1986年10月31日） | 必殺仕事人V・旋風編 （1986年11月7日 - 1987年3月6日） |